# Fudzsimoto Kanja
Fudzsimoto Kanja (藤本 寛也) (Jamanasi prefektúra, 1999. július 1. –) japán válogatott labdarúgó.

## Klub
A labdarúgást a Tokyo Verdy csapatában kezdte. 49 bajnoki mérkőzésen lépett pályára és 4 gólt szerzett. 2020-ban a Gil Vicente FC csapatához szerződött.

## Nemzeti válogatott
A japán U20-as válogatott tagjaként részt vett a 2019-es U20-as labdarúgó-világbajnokságon.